# Milan Smit
Milan Smit (* 13. Februar 2003 in Hollandscheveld) ist ein niederländischer Fußballspieler.
Er genoss seine fußballerische Ausbildung beim SC Heerenveen und beim FC Twente, bevor er beim SC Cambuur im Jahr 2022 sein Profidebüt gab. Mittlerweile steht er bei den Go Ahead Eagles Deventer unter Vertrag.

## Fußballerkarriere
Milan Smit wurde in Hollandscheveld in der Nähe der deutsche Grenze (Meppen ist rund 60 Kilometer entfernt) geboren. Sein erster Verein war der SV HODO aus dem nahegelegenen Hoogeveen, bevor er im Jahr 2010 in die Jugend des FC Emmen, dem größten Klub der Region, gewechselt war. Dort hielt es Smit nur ein Jahr, denn in der Folge zog es ihn nach Fryslân (Friesland) ins ungefähr 80 Kilometer entfernte Heerenveen zum dortigen SC Heerenveen. Er durchlief bis 2017 jede Jugendmannschaft dieses Vereins, ehe er dem Lockruf aus Enschede und dessen FC Twente folgte. Dieser Verein war für drei Jahre Milan Smits' Verein, ehe es ihn wieder nach Fryslân zog, nun zu Heerenveens Erzrivalen SC Cambuur aus Leeuwarden.
Am 3. April 2022 gab er bei der 1:2-Niederlage gegen den NEC Nijmegen im Alter von 19 Jahren sein Profidebüt in der Eredivisie. Einen Monat später gelang Smit im Heimspiel gegen die RKC Waalwijk in der fünften Minute der Nachspielzeit mit dem Treffer zum 1:1-Ausgleich sein erstes Tor für die Profimannschaft des Klubs aus Leeuwarden. SC Cambuur schaffte mit Platz neun den Klassenerhalt, stieg im darauffolgenden Jahr allerdings in die zweite Liga ab. Dabei war Milan Smit in beiden Saisons kein Stammspieler. Zu diesem stieg er allerdings in der folgenden Spielzeit – nun im Unterhaus – auf und war mit 19 Treffern bester Torschütze seines Klubs. Der SC Cambuur befand sich zwischenzeitlich auf einem Platz für die Teilnahme an den Auf-und-Abstiegs-Play-offs, doch mit Platz 13 verblieb man in der Keuken Kampioen Divisie. Smit schoss seinen Klub mit fünf Treffern zudem ins Halbfinale des KNVB-Pokal, wo man sich mit 1:2 nach Verlängerung dem NEC Nijmegen geschlagen geben musste.
Zur Saison 2024/25 wechselte Smit zu den Go Ahead Eagles Deventer.